# Симфония № 13 (Шостакович)
Симфония № 13 си-бемоль минор, op. 113 — симфония Дмитрия Дмитриевича Шостаковича для солиста (баса), хора басов и оркестра на стихи Е. А. Евтушенко.

## История создания
Работу над симфонией Дмитрий Дмитриевич начал ещё в марте 1962 года. Основой текста стали пять произведений поэта Евгения Евтушенко: «Бабий Яр», «Юмор», «В магазине», «Страхи», «Карьера». Первым о начале работ узнал сам поэт:
Однажды мне позвонил Дмитрий Дмитриевич Шостакович и спросил меня, относительно молодого, по сравнению с ним, человека, разрешения написать музыку на мои стихи. Вот в этом тоже был весь Дмитрий Дмитриевич. Он человек был необычайно, подчеркнуто, трогательно вежливый...
Выбранное в качестве первой части стихотворение «Бабий Яр» после написания стало предметом многих дискуссий и споров. Автора обвинили в отсутствии патриотизма и одностороннем освещении темы — в тексте не были упомянуты жертвы нееврейской национальности. Этот факт, однако, не остановил Шостаковича… Тем самым он взял на себя ответственность за возможные последствия выбора… Стихотворение «Страхи» Евтушенко написал специально для симфонии.
Первоначально Дмитрий Дмитриевич не был уверен в выборе жанра:
Я написал сначала нечто вроде вокально-симфонической поэмы «Бабий Яр» на стихи Евгения Евтушенко. Потом у меня возникла мысль продолжить работу, воспользовавшись другими стихотворениями поэта. <...> Никакой сюжетной связи между всеми этими стихотворениями нет. Но я объединил их музыкально. Я писал именно симфонию, а не ряд отдельных музыкальных картин.
Закончив сочинение симфонии, Шостакович сыграл и спел её Евтушенко. Уже тогда у композитора болела рука, поэтому игра на рояле давалась ему с трудом. Вот как Евгений Александрович вспоминает их встречу:
... голос у него был никакой, с каким-то странным дребезжанием, как будто что-то было сломано внутри голоса, но зато исполненный неповторимой, не то что внутренней, а почти потусторонней силой. Шостакович кончил играть, не спрашивая ничего, быстро повел меня к накрытому столу, судорожно опрокинул одну за другой две рюмки водки и только потом спросил: «Ну как?»

## История исполнения
Первое её исполнение состоялось в Москве 18 декабря 1962 года, оркестром Московской филармонии дирижировал Кирилл Кондрашин, партию баса исполнил В. Громадский. Во второй раз симфония была исполнена в Минске в марте 1963 года.
Но с 1966 года на исполнение симфонии в СССР был наложен негласный запрет.
В США Тринадцатая симфония была впервые исполнена 16 января 1970 года в Филадельфии, дирижировал Юджин Орманди. В Западной Европе симфония была впервые исполнена 31 января 1970 года в Риме. Тогдашний художественный руководитель Ла Скала Франческо Сичилиани смог секретным образом получить из Москвы микрофильм с партитурой и заказал перевод текста на итальянский язык.

## Описание частей
I. Бабий Яр — Adagio
II. Юмор — Allegretto
III. В магазине — Adagio
IV. Страхи — Largo
V. Карьера — Allegretto